# 9813 Розґай
9813 Розґай (9813 Rozgaj) — астероїд головного поясу, відкритий 13 жовтня 1998 року.
Тіссеранів параметр щодо Юпітера — 3,602.